# 10234 Sixtygarden
10234 Sixtygarden eller 1997 YB8 är en asteroid i huvudbältet som upptäcktes den 27 december 1997 av de båda tjeckiska astronomerna Miloš Tichý och Jana Tichá vid Kleť-observatoriet. Den är uppkallad efter Harvard-Smithsonian Center for Astrophysics gatuadress 60 Garden Street .
Asteroiden har en diameter på ungefär 9 kilometer och den tillhör asteroidgruppen Eos.